# Brzostek (gmina)
Pour les articles homonymes, voir Brzostek.
Brzostek [ˈbʐɔstɛk] est une commune rurale de la Voïvodie des Basses-Carpates et du powiat de Dębica. Elle s'étend sur 122,6 km2 et comptait 2 597 habitants en 2009. Elle se situe à environ 19 kilomètres au sud de Dębica et à 46 kilomètres à l'ouest de Rzeszów, la capitale régionale.

## Histoire
Brzostek gagne son statut de commune en 1367, mais les premiers documents datent d'entre 1123-1125. Parmi les nombreux villages exposés dans le document, Brzostek (épelé Brestek) y est inclus. Durant des siècles, la commune de Brzostek est restée petite, fréquemment détruite lors de guerres et conflits. En 1657, la commune a été détruite par les troupes du prince Georges II Rákóczi, qui avait envahi la Pologne à cette époque.
En 1934, Brzostek perd son statut de ville car sa population était trop mince. Sa population composée de Juifs fut tuée par les Allemands durant l'holocauste, Brzostek elle-même a été détruite à 65 %. Elle regagne son statut de ville le 1er janvier 2009.

## Géographie

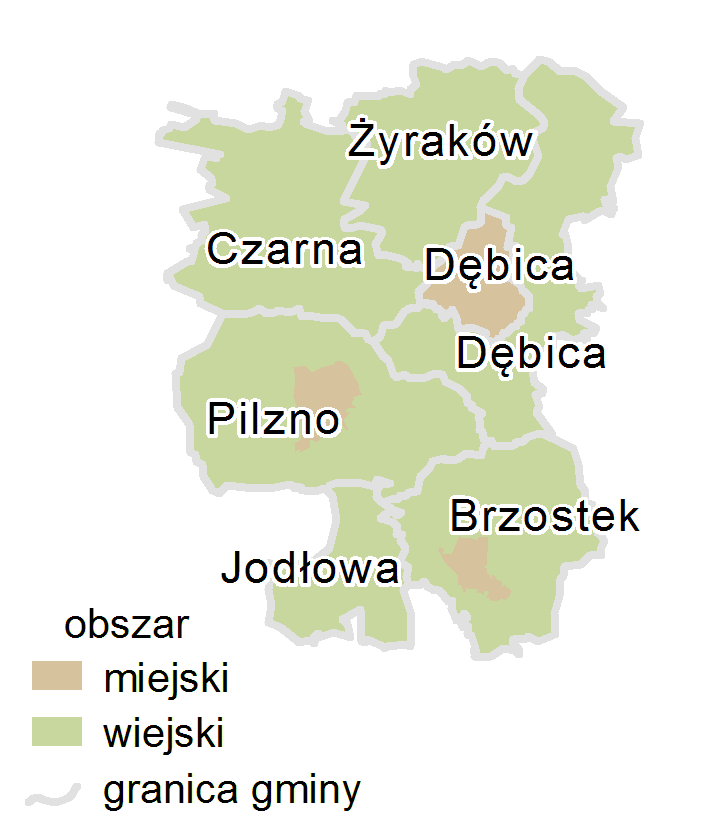
Carte du powiat (urbain en marron et rural en vert)